# Traganum moquinii
Traganum moquinii is een soort uit de amarantenfamilie (Amaranthaceae). De plantensoort komt voor op de Canarische Eilanden, de Kaapverdische Eilanden en in Noordwest-Afrika, van Marokko tot in Mauritanië. De plant groeit in droge duinvlaktes.